# Фоса (Венеција)
Фоса (итал. Fossa) је насеље у Италији у округу Венеција, региону Венето.
Према процени из 2011. у насељу је живело 599 становника. Насеље се налази на надморској висини од 6 м.